# Vihijärvi
Vihijärvi är en sjö i kommunen Toivakka i landskapet Mellersta Finland i Finland. Sjön ligger 82,5 meter över havet. Arean är 1,22 kvadratkilometer och strandlinjen är 7,3 kilometer lång. Sjön  ingår i Kymmene älvs huvudavrinningsområde.   Den ligger omkring 24 kilometer söder om Jyväskylä och omkring 210 kilometer norr om Helsingfors. 
I sjön finns ön Vihisaari. 